# U 120 (U-Boot, 1918)
U 120  war ein diesel-elektrisches Minen-U-Boot des Typs UE II der deutschen Kaiserlichen Marine im Ersten Weltkrieg.

## Indienststellung
U 120 wurde am 27. Mai 1916 in Auftrag gegeben, lief am 20. Juni 1918 bei der AG Vulcan in Hamburg vom Stapel und wurde am 31. August 1918 in Dienst gestellt. Das Boot war der U-Flottille Mittelmeer zugeordnet. Erster und einziger deutscher Kommandant war Kapitänleutnant Hans-Joachim von Mellenthin.

## Kommandant
Von Mellenthin war bereits mit dem Orden Pour le Mérite ausgezeichnet worden, als er das Kommando von U 120 übernahm. Mit UB 43 und UB 49 hatte er zusammen über 150.000 BRT Schiffsraum versenkt. Bis Kriegsende konnte er mit U 120 jedoch nicht mehr ins Mittelmeer verlegen und auch keine Feindfahrt mehr durchführen.

## Verbleib
Am 22. November 1918 wurde U 120 an das Königreich Italien ausgeliefert und nach einer kurzen Besuchstour im April 1919 in La Spezia verschrottet.